# Mildred Shapley Matthews
Mildred Shapley Matthews (15 februari 1915, 11 februari 2016) was een Amerikaans astronoom en publicist. Haar vader Harlow Shapley ontdekte samen met Seth Nicholson een planetoïde die naar Matthews is vernoemd: 878 Mildred. In 1993 ontving ze de Masursky Award. In samenwerking met collega's, waaronder de van oorsprong Nederlandse Tom Gehrels, heeft Matthews vele boeken geschreven.